# Frigorimeter
Das Frigorimeter ist ein Gerät zur messtechnischen Erfassung der mittleren Abkühlungsgröße. Es wurde von den Naturforschern Carl Dorno und Rudolf Thilenius entwickelt. Es wird auch als Davoser Frigorimeter bezeichnet. Mit Hilfe des Gerätes wird die Wärmemenge bestimmt, die erforderlich ist, um einen sich abkühlenden Testkörper (schwarzer Kasten oder Kupfervollkugel) konstant auf einer Temperatur von 36,5 °C (Hauttemperatur des Menschen) zu halten. Die zur Einhaltung dieser Temperatur notwendige elektrische Wärmezufuhr entspricht derjenigen Wärmemenge, die dem Testkörper durch Abkühlung entzogen wird. Die elektrische Leistung bei bekannter Größe der Oberfläche des Testkörpers entspricht dem gesuchten Maß für die mittlere Abkühlungsgröße.

## Aufbau
Für die Messung wird eine schwarze (oder geschwärzte) nahezu massive und beheizbare Kugel aus Kupfer mit einem Durchmesser von 7,5 cm mit Hilfe einer 8 cm langen Metallröhre, von etwa 1 cm im Durchmesser auf einer Metallplatte montiert und mit einer elektrischen Zuleitung versehen. In der Kugel steckt oben ein kleines Kontrollthermometer sowie ein Widerstandsthermometer zur Auslösung des Relais. Daneben werden auf dem Schaltbrett (einer Holzplatte) eine schaltbare Uhr mit Steckkontakt, eine Steckdose für die Verbindung der Zuleitung sowie das Relais und zwei Vorschaltwiderstände angebracht. Das Relais und die Uhr sind über Schnurleitungen ebenfalls mit der Stromversorgung verbunden. Die Uhr wird immer dann angeschaltet, wenn die Wärmezufuhr für die Kugel mit Strom versorgt wird. Diese kann abhängig von der Kühlwirkung der Umgebung mit einem Heizstrom von 5, 20 oder 80 {\displaystyle mgcal\diagup cm^{2}\cdot s} versorgt werden. Aus dem Verhältnis der an der Uhr abzulesenden Gesamtzeit der Intervalle ({\displaystyle z}) zu der Versuchsdauer ({\displaystyle z'}) und dem Ergebnis der Multiplikation mit einem Wärmefaktor ({\displaystyle q}) ergibt die mittlere Abkühlungsgröße ({\displaystyle A}).
Die Formel lautet:
{\displaystyle A={\frac {z}{z'}}\cdot q\quad (mgcal\diagup cm^{2}\cdot s)}
Steigt die Temperatur der Kugel nun über 36,5 °C, so wird die Wärmezufuhr über das Relais abgeschaltet. Sobald sie um 2 bis 3 Zehntelgrade unter diesen Wert absinkt, so wird die Wärmezufuhr wieder zugeschaltet. In demselben Rhythmus wird auch die Schaltuhr an- oder abgestellt. Eine Beispielrechnung könnte zu folgendem Ergebnis kommen.
Versuchsdauer = 460 Minuten, Zeit der Heizintervalle laut Uhr = 116 Minuten, Heizstrom 20 {\displaystyle mgcal\diagup cm^{2}\cdot s}
{\displaystyle A={\frac {116}{460}}\cdot 20=5.04(mgcal\diagup cm^{2}\cdot s)}